# Hussein Al-Sulaimani
Hussein Omar Abdulghani Al-Sulaimani (en árabe: حسين عمر عبدالغني السليماني‎, nacido el 21 de enero de 1977 en Yeda, La Meca) es un exfutbolista saudita. Jugaba de lateral izquierdo y su último club fue el Al Ahli de Arabia Saudita.
Al-Sulaimani desarrolló su carrera entre clubes de Catar, Suiza, Bulgaria y su nación local, entre los que se encuentran Al Ahli, Al Nassr, Al Rayyan, Neuchâtel Xamax y Vereya. Además, fue internacional absoluto por la Selección de fútbol de Arabia Saudita y disputó los Juegos Olímpicos de 1996, la Copa Asiática 1996, las Copas Confederaciones de 1997 y 1999, y las Copas Mundiales de la FIFA de 1998, 2002 y 2006.

## Carrera

### Clubes
Al-Sulaimani comenzó su carrera en Al Ahli cuando se unió al equipo juvenil en 1992. Originalmente, él jugaba como delantero, pero fue trasladado a lateral, posición en la que jugaría principalmente, por Amin Dabo, entrenador de la sección juvenil en ese momento. El 26 de septiembre de 1995 hizo su debut en Al Ahli en una eliminatoria de la Copa Federación ante Al Qadsiah. El partido terminó en derrota por 2-1.
El 25 de noviembre de 1995, Al-Sulaimani debutó en liga en el derbi contra Al Ittihad, que terminó con una victoria por 2-1. Hizo 24 apariciones en todas las competiciones en su primera temporada con el club, cuando Al Ahli terminó subcampeón de la liga. En su segundo año, Al-Sulaimani se perdió partidos con Al-Ahli debido a la participación de la selección nacional en la Copa Asiática 1996. El 25 de diciembre de 1997, anotó su primer gol en la liga contra Al Wehda. El 11 de marzo de 1998, comenzó de titular en la final de la Copa del Príncipe Heredero contra Al Riyadh y brindó la asistencia para el gol de oro de Massad en el minuto 97, que sirvió para que Al Ahli gane su tercer título en esa competencia. Esta fue la primera medalla de plata para Al-Ahli desde 1985. El 15 de noviembre de 1999, Al-Sulaimani hizo su debut continental con Al Ahli contra el Al Jaish sirio en la Recopa de Asia 1999-2000.
Al-Sulaimani se perdió la mayor parte de la temporada 2001-02 con Al-Ahli después de lesionarse el ligamento cruzado anterior mientras estaba convocado en la selección nacional. Fue sustituido en el minuto 84 en el partido de eliminatorias para la Copa Mundial de la FIFA 2002 contra Tailandia, disputado el 21 de octubre de 2001. Regresó el 15 de marzo de 2002 en el encuentro de la Copa de Campeones de Clubes del Golfo contra el equipo emiratí Al Shabab. El 22 de marzo de 2002, Al-Sulaimani fue titular en la victoria por 2-0 contra Dhofar de Omán, cuando Al Ahli ganó su segunda Copa de Clubes Campeones del Golfo. El 27 de diciembre de 2002, él fue suspendido por seis partidos por comentarios que hizo hacia el árbitro, Mamdouh Al-Mirdas, luego de una derrota contra Al Hilal. El 3 de febrero de 2003, Al-Sulaimani arrancó de titular la final del Campeonato Árabe de Clubes Unificados contra Club Africain de Túnez, lo que significó el primer título árabe para Al Ahli.
Tras el retiro de Mohammed Al-Jahani, Al-Sulaimani fue nombrado capitán del club a partir de la temporada 2004-05. Su primera final como capitán terminó con una derrota en la final de la Copa Federación 2005 ante Al Hilal. Seis meses después, también capitaneó al equipo en otra derrota en el partido definitorio de la Copa del Príncipe Heredero de 2006 contra Al Hilal. El 9 de febrero de 2007, Al-Sulaimani fue nuevamente capitán de Al Ahli cuando ganó su tercera Copa Federación, tras derrotar a Al Ittihad en la final por 3-0 en el Estadio Príncipe Abdullah al-Faisal. Dos meses después, el 27 de abril de 2007, capitaneó a Al Ahli y ganó su quinta Copa del Príncipe Heredero, después de vencer a Al Ittihad en la final una vez más.
En mayo de 2007, Al-Sulaimani fue cedido al club catarí Al Rayyan en un acuerdo a corto plazo. Hizo una aparición en los cuartos de final de la Copa del Emir de Catar, y luego falló un penal en la tanda de penales cuando Al Rayyan fue eliminado por Al Arabi. El 4 de abril de 2008, fue expulsado en el partido de liga contra Najran y fue suspendido por dos partidos. El 26 de abril de 2008 se levantó la suspensión. El 27 de abril de 2008, Al-Sulaimani hizo su última aparición con Al Ahli en la derrota por 3-1 ante Al Shabab en el partido de vuelta de los cuartos de final de la Copa del Rey.
Posteriormente, se mudó a Neuchâtel Xamax, con sede en Suiza, y se quedó durante un año. Hizo 13 apariciones sin anotar. Su traslado a Europa lo había convertido en el tercer futbolista saudita en jugar en ese continente, después de Sami Al-Jaber y Fahad Al-Ghesheyan. En 2009, regresó a Arabia Saudita para jugar en Al Nassr.
El 13 de septiembre de 2017, Al-Sulaimani firmó un contrato por un año con Vereya de la Primera Liga de Bulgaria. Esperaba tener la oportunidad de jugar para la selección nacional de Arabia Saudita en la Copa Mundial de la FIFA 2018 en Rusia, pero al final no fue convocado. En junio de 2018, regresó a Arabia Saudita para fichar por el recién ascendido Ohod. En enero de 2019, regresó a Al Ahli, su antiguo club. El 15 de octubre de 2020, Al-Sulaimani anunció su retiro.

### Selección nacional
Al-Sulaimani era un miembro habitual de la selección nacional de Arabia Saudita. Con 19 años, formó parte del plantel que ganó la Copa Asiática 1996. Fue convocado para las Copas Mundiales de la FIFA 1998, 2002 y 2006. Además, fue elegido por la FIFA en 1997 y 2001 para jugar con un equipo estrella mundial contra equipos estrella europeos. Al-Sulaimani anunció su retiro del fútbol internacional después de no poder llevar a su equipo nacional a la Copa Mundial de la FIFA 2010. Sin embargo, el 6 de octubre de 2018, recibió una convocatoria para un partido amistoso contra Brasil.

## Trayectoria

### Clubes
| Club                 | País           | Año       |
| -------------------- | -------------- | --------- |
| Al Ahli              | Arabia Saudita | 1995-2008 |
| Al Rayyan (préstamo) | Catar          | 2007      |
| Neuchâtel Xamax      | Suiza          | 2008-2009 |
| Al Nassr             | Arabia Saudita | 2009-2017 |
| Vereya               | Bulgaria       | 2017-2018 |
| Ohod                 | Arabia Saudita | 2018-2019 |
| Al Ahli              | Arabia Saudita | 2019-2020 |

### Selección nacional
| Selección | País           | Año       |
| --------- | -------------- | --------- |
| Sub-23    | Arabia Saudita | 1996      |
| Absoluta  | Arabia Saudita | 1996-2018 |

## Estadísticas

### Clubes
| Club            | Año           | Liga                     | Liga  | Liga  | Copa Nacional | Copa Nacional | Copa de la Liga | Copa de la Liga | Continental | Continental | Otros | Otros | Total | Total |
| Club            | Año           | División                 | Part. | Goles | Part.         | Goles         | Part.           | Goles           | Part.       | Goles       | Part. | Goles | Part. | Goles |
| --------------- | ------------- | ------------------------ | ----- | ----- | ------------- | ------------- | --------------- | --------------- | ----------- | ----------- | ----- | ----- | ----- | ----- |
| Al-Ahli         | 1995-96       | Liga Premier Saudita     | 14    | 0     | —             | —             | 1               | 0               | —           | —           | 9     | 0     | 24    | 0     |
| Al-Ahli         | 1996-97       | Liga Premier Saudita     | 4     | 0     | —             | —             | 2               | 0               | —           | —           | —     | —     | 6     | 0     |
| Al-Ahli         | 1997-98       | Liga Premier Saudita     | 10    | 1     | —             | —             | 3               | 0               | —           | —           | 3     | 0     | 16    | 1     |
| Al-Ahli         | 1998-99       | Liga Premier Saudita     | 21    | 2     | —             | —             | 1               | 0               | —           | —           | —     | —     | 22    | 2     |
| Al-Ahli         | 1999-2000     | Liga Premier Saudita     | 21    | 2     | —             | —             | 2               | 0               | 3           | 0           | 4     | 0     | 30    | 2     |
| Al-Ahli         | 2000-01       | Liga Premier Saudita     | 14    | 1     | —             | —             | 2               | 0               | —           | —           | 3     | 0     | 19    | 1     |
| Al-Ahli         | 2001-02       | Liga Premier Saudita     | 3     | 0     | —             | —             | 0               | 0               | —           | —           | 4     | 0     | 7     | 0     |
| Al-Ahli         | 2002-03       | Liga Premier Saudita     | 18    | 2     | —             | —             | 4               | 1               | 2           | 0           | 9     | 0     | 33    | 3     |
| Al-Ahli         | 2003-04       | Liga Premier Saudita     | 18    | 2     | —             | —             | 4               | 0               | —           | —           | 14    | 2     | 36    | 4     |
| Al-Ahli         | 2004-05       | Liga Premier Saudita     | 12    | 0     | —             | —             | 1               | 0               | 5           | 2           | 7     | 1     | 25    | 3     |
| Al-Ahli         | 2005-06       | Liga Premier Saudita     | 11    | 1     | —             | —             | 2               | 0               | —           | —           | 8     | 2     | 21    | 3     |
| Al-Ahli         | 2006-07       | Liga Premier Saudita     | 11    | 1     | —             | —             | 3               | 0               | —           | —           | 9     | 0     | 23    | 1     |
| Al-Ahli         | 2007-08       | Liga Premier Saudita     | 12    | 1     | 1             | 0             | 4               | 1               | 6           | 1           | 3     | 1     | 23    | 3     |
| Al-Ahli         | Total         | Total                    | 169   | 13    | 1             | 0             | 29              | 2               | 16          | 3           | 73    | 6     | 288   | 24    |
| Neuchâtel Xamax | 2008-09       | Superliga de Suiza       | 19    | 0     | 2             | 0             | —               | —               | —           | —           | —     | —     | 21    | 0     |
| Al-Nassr        | 2009-10       | Liga Pro Saudita         | 17    | 3     | 0             | 0             | 1               | 0               | —           | —           | 4     | 0     | 22    | 3     |
| Al-Nassr        | 2010-11       | Liga Pro Saudita         | 13    | 0     | 1             | 0             | 2               | 0               | 5           | 2           | —     | —     | 21    | 2     |
| Al-Nassr        | 2011-12       | Liga Pro Saudita         | 17    | 0     | 5             | 0             | 2               | 0               | —           | —           | —     | —     | 24    | 0     |
| Al-Nassr        | 2012-13       | Liga Pro Saudita         | 24    | 1     | 2             | 0             | 4               | 0               | —           | —           | 4     | 0     | 34    | 1     |
| Al-Nassr        | 2013-14       | Liga Pro Saudita         | 23    | 0     | 1             | 0             | 4               | 0               | —           | —           | —     | —     | 28    | 0     |
| Al-Nassr        | 2014-15       | Liga Pro Saudita         | 22    | 2     | 4             | 0             | 2               | 0               | 6           | 0           | 1     | 0     | 35    | 2     |
| Al-Nassr        | 2015-16       | Liga Pro Saudita         | 18    | 0     | 5             | 0             | 1               | 0               | 5           | 1           | 0     | 0     | 29    | 1     |
| Al-Nassr        | 2016-17       | Liga Pro Saudita         | 8     | 0     | 1             | 0             | 3               | 0               | —           | —           | —     | —     | 12    | 0     |
| Al-Nassr        | Total         | Total                    | 142   | 6     | 19            | 0             | 19              | 0               | 16          | 3           | 9     | 0     | 205   | 9     |
| Vereya          | 2017-18       | Primera Liga de Bulgaria | 13    | 0     | 1             | 0             | —               | —               | —           | —           | —     | —     | 14    | 0     |
| Ohod            | 2018-19       | Liga Pro Saudita         | 11    | 1     | 0             | 0             | —               | —               | —           | —           | —     | —     | 11    | 1     |
| Al-Ahli         | 2018-19       | Liga Pro Saudita         | 3     | 0     | 2             | 0             | —               | —               | 7           | 0           | —     | —     | 12    | 0     |
| Al-Ahli         | 2019-20       | Liga Pro Saudita         | 10    | 0     | 0             | 0             | —               | —               | 7           | 0           | —     | —     | 17    | 0     |
| Al-Ahli         | Total         | Total                    | 13    | 0     | 2             | 0             | 0               | 0               | 14          | 0           | 0     | 0     | 29    | 0     |
| Total Al-Ahli   | Total Al-Ahli | Total Al-Ahli            | 182   | 0     | 3             | 0             | 29              | 2               | 30          | 3           | 73    | 6     | 317   | 24    |
| Total carrera   | Total carrera | Total carrera            | 367   | 20    | 25            | 0             | 48              | 2               | 46          | 6           | 82    | 6     | 568   | 34    |

1. ↑  Incluye Copa del Rey, Copa de Suiza y Copa de Bulgaria
2. ↑  Incluye Copa del Príncipe de la Corona
3. 1 2 3 4  Apariciones en la Copa Federación
4. 1 2 3 4 5  Apariciones en la Copa de Campeones de Clubes Árabes
5. ↑  Apariciones en la Copa del Fundador Saudita
6. ↑  Apariciones en la Liga de Campeones de la GCC
7. ↑  Ocho apariciones en la Copa de Campeones de Clubes Árabes, una aparición en la Copa Federación
8. ↑  Tres apariciones en la Liga de Campeones de la GCC, una aparición en la Copa Federación
9. ↑  Apariciones en la Supercopa de Arabia Saudita

### Selección nacional
Fuente:
| Selección de Arabia Saudita | Selección de Arabia Saudita | Selección de Arabia Saudita |
| Año                         | Part.                       | Goles                       |
| --------------------------- | --------------------------- | --------------------------- |
| 1996                        | 18                          | 0                           |
| 1997                        | 21                          | 0                           |
| 1998                        | 22                          | 0                           |
| 1999                        | 14                          | 2                           |
| 2000                        | 0                           | 0                           |
| 2001                        | 17                          | 2                           |
| 2002                        | 5                           | 0                           |
| 2003                        | 0                           | 0                           |
| 2004                        | 4                           | 1                           |
| 2005                        | 4                           | 0                           |
| 2006                        | 14                          | 0                           |
| 2007                        | 3                           | 0                           |
| 2008                        | 2                           | 0                           |
| 2009                        | 8                           | 0                           |
| 2010                        | 0                           | 0                           |
| 2011                        | 0                           | 0                           |
| 2012                        | 0                           | 0                           |
| 2013                        | 0                           | 0                           |
| 2014                        | 2                           | 0                           |
| 2015                        | 0                           | 0                           |
| 2016                        | 0                           | 0                           |
| 2017                        | 0                           | 0                           |
| 2018                        | 4                           | 0                           |
| Total                       | 138                         | 5                           |

#### Goles internacionales
| No | Fecha                 | Sede                                         | Oponente  | Gol | Resultado | Competición                                          |
| -- | --------------------- | -------------------------------------------- | --------- | --- | --------- | ---------------------------------------------------- |
| 1. | 22 de junio de 1999   | Estadio Príncipe Sultan bin Abdul Aziz, Abha | Jordania  | 2–0 | 2–1       | Partido amistoso                                     |
| 2. | 9 de julio de 1999    | Estadio Titan, Fullerton                     | Canadá    | 2–0 | 2–0       | Partido amistoso                                     |
| 3. | 8 de febrero de 2001  | Estadio Príncipe Mohamed bin Fahd, Dammam    | Mongolia  | 4–0 | 6–0       | Eliminatorias para la Copa Mundial de Fútbol de 2002 |
| 4. | 8 de febrero de 2001  | Estadio Príncipe Mohamed bin Fahd, Dammam    | Mongolia  | 5–0 | 6–0       | Eliminatorias para la Copa Mundial de Fútbol de 2002 |
| 5. | 14 de octubre de 2004 | Gelora Bung Karno, Yakarta                   | Indonesia | 2–0 | 3–1       | Eliminatorias para la Copa Mundial de Fútbol de 2006 |

#### Participaciones en fases finales
| Torneo                         | Sede                   | Resultado     | Partidos | Goles |
| ------------------------------ | ---------------------- | ------------- | -------- | ----- |
| Juegos Olímpicos de 1996       | Atlanta                | Primera fase  | 3        | 0     |
| Copa Asiática 1996             | Emiratos Árabes Unidos | Campeón       | 6        | 0     |
| Copa Confederaciones 1997      | Arabia Saudita         | Primera fase  | 3        | 0     |
| Copa Mundial de Fútbol de 1998 | Francia                | Primera fase  | 3        | 0     |
| Copa Confederaciones 1999      | México                 | Cuarto puesto | 5        | 0     |
| Copa Mundial de Fútbol de 2002 | Corea del Sur / Japón  | Primera fase  | 3        | 0     |
| Copa Mundial de Fútbol de 2006 | Alemania               | Primera fase  | 3        | 0     |

## Palmarés

### Títulos nacionales
| Título                         | Club     | País           | Año  |
| ------------------------------ | -------- | -------------- | ---- |
| Copa del Príncipe de la Corona | Al Ahli  | Arabia Saudita | 1998 |
| Copa Federación                | Al Ahli  | Arabia Saudita | 2001 |
| Copa del Príncipe de la Corona | Al Ahli  | Arabia Saudita | 2002 |
| Copa Federación                | Al Ahli  | Arabia Saudita | 2002 |
| Copa del Príncipe de la Corona | Al Ahli  | Arabia Saudita | 2007 |
| Copa Federación                | Al Ahli  | Arabia Saudita | 2007 |
| Liga Profesional Saudita       | Al Nassr | Arabia Saudita | 2014 |
| Copa del Príncipe de la Corona | Al Nassr | Arabia Saudita | 2014 |
| Liga Profesional Saudita       | Al Nassr | Arabia Saudita | 2015 |

### Títulos internacionales
| Título                             | Club           | Sede     | Año  |
| ---------------------------------- | -------------- | -------- | ---- |
| Copa Asiática                      | Arabia Saudita | Abu Dabi | 1996 |
| Copa de Naciones Árabe             | Arabia Saudita | Doha     | 1998 |
| Copa de Clubes Campeones del Golfo | Al Ahli        | Riffa    | 2002 |
| Liga de Campeones Árabe            | Al Ahli        | Yeda     | 2002 |

(*) Incluyendo la Selección